# تريفور لويس (عالم حشرات)
تريفور لويس (بالإنجليزية: Trevor Lewis)‏ هو عالم حشرات بريطاني، ولد في 8 يوليو 1933.